# Petäjäsaari (ö i Finland, Södra Savolax, Pieksämäki, lat 62,16, long 27,78)
Petäjäsaari är en ö i Finland. Den ligger i sjön Paro och i kommunen Jorois i den ekonomiska regionen  Pieksämäki ekonomiska region  och landskapet Södra Savolax, i den södra delen av landet, 270 km nordost om huvudstaden Helsingfors. Öns area är 1,7 hektar och dess största längd är 290 meter i sydöst-nordvästlig riktning.